# 沢井箏曲院
沢井箏曲院（さわいそうきょくいん）とは、箏の生田流の社中のひとつ。創始者は沢井忠夫、現在の会長は、沢井比河流。

## 歴史
- 1979年 東京・霞が関で発会式が行われ沢井箏曲院が誕生
- 1980年 資格認定審査と試験を実施
- 2009年 沢井箏曲院30周年記念公演

## 組織
国内には9支部（北海道、東北、関東、北陸、東海、関西、中国、四国、九州）が置かれ、
2007年現在の会員数は約3,000名。海外には2支部あり、ハワイ支部は1986年、シドニー支部は1989年に設立され、
またニューヨークにも沢井箏曲院会員 （石榑雅代） の教室がある。いずれも日本人はもとより、現地の人々が多く参加している。

## 歴代会長
- 初代 沢井忠夫
- 二代目 沢井比河流

また沢井一恵 は初代会長の妻であり、坂本龍一に作曲を委嘱するなど比較的自由な音楽活動をしている。

## 「箏曲院」の由来
従来の箏曲界における「家元制度」とは違うものを創設するのがテーマで、そこで生まれたのが「箏曲院」と言う名称であったが、現在は会長は家元であり、家元制になっている。
しかしながら、先代の弟子であった講師と会長の力関係の逆転や、会員でないものに影響力を及ぼそうとする講師がいたり、他社中の家元が門下生組織である箏衛門
に、レギュラーメンバーで参加している（後述の市川慎)等、家元制は会員の行動を制限する為のものではないが、「国内では自由に活動出来ない為海外に行った」との講師の意見もあるように、家元制への理解は浅い。
職業家演奏家集団として、高い技術を誇る演奏家が数多く存在するが、レパートリーは現代曲を中心とし(楽譜と音源があれば弾けるので)、高い専門性を持つだけに会員数はそれほど増加しない側面もある。
一般的な初伝・中伝・奥伝・名取 と言ったシステムとは違って 講師 資格という形の試験が存在するが、システムとしては同じものである。

## 特徴
初代 沢井忠夫の流れを弾く強いタッチと、9本締めとも言われる強い糸の張り、音を止めない奏法・現代曲中心で洋装で立奏が多い等の特色がある。箏曲の代名詞的作品である春の海は9本締めでは弾けないが、多くの会員は十八番糸8本締めなので沢井箏曲院でも普通に演奏されている(8本締めでも1の糸Bは取れないので不確定情報ではあるが)もはや十九番糸9本締めは沢井比可流と沢井一恵の両氏だけとも言われている。また張りが強すぎて六段の調べの掛け押しが本来の奏法では出来ない、音色を重視する為にタッチを強くして、逆に柱が飛んでしまい、音色の話ではなくなる等、演奏には色々齟齬も出てきている。「音楽」という意識が強いからか、あまり和装を好まない奏者が多いという特色もある。

## 関係の深い有名人
- 市川慎

## 退会した有名人
- 森川浩恵 たけしの誰でもピカソ等に出演したが退会。最新の会員名簿には載っているため在籍してるもよう。